# FIFA 14
FIFA 14 – komputerowa gra sportowa o tematyce piłki nożnej, stworzona przez studio EA Canada, będąca dwudziestą pierwszą częścią piłkarskiej serii FIFA.

## Wydanie
Po ogłoszeniu, że Robert Lewandowski znajdzie się na polskiej okładce FIFA 14, ogłoszono też, że Reprezentacja Polski będzie w pełni licencjonowana, obok Ekstraklasy, ponieważ nie było tego w poprzednich grach z serii FIFA.
Premiera gry odbyła się 24 września 2013 w Ameryce Północnej, natomiast 26 września w Europie. Gra została wydana na konsole oraz PC przez Electronic Arts. W grze znajdują się setki drużyn klubowych oraz kilkadziesiąt drużyn narodowych.

## Drużyny
W grze zawarto ponad 600 klubów, 16 000 zawodników i 33 pełne licencjonowane ligi.

## Okładka
Lionel Messi znalazł się na okładce gry. W niektórych wydaniach razem z Messim ukazani są także inni gracze, w zależności od kraju, na który przeznaczona jest dana okładka, m.in. Robert Lewandowski, Gareth Bale, David Alaba czy Arturo Vidal.

## Ścieżka dźwiękowa
| - American Authors – Hit It - Amplify Dot – Get Down - Bloc Party – Ratchet - Chinza Dopeness – T.U.B.E. - CHVRCHES – We Sink - Crystal Fighters – Love Natural - Dan Croll – Compliment Your Soul - David Dallas – Runnin - De Staat – Down Town - Disclosure – F For You - Empire Of The Sun – Alive - Foals – My Number (Trophy Wife Remix) - Grouplove – I’m With You - Guards – I Know Its You - Illya Kuryaki & The Valderramas – Funky Futurista - Jamie N Commons – Marathon - John Newman – Love Me Again - Karol Conka – Boa Noite - Los Rakas – Hot | - Marcelo D2 – Voce Diz Que O Amor Nao Doi - Miles Kane – Don’t Forget Who You Are - Nine Inch Nails – Copy Of A - OK KID – Am Ende - Oliver – Mechanical - Olympic Ayres – Magic - Portugal. The Man – Purple Yellow Red And Blue - Robert DeLong – Here - Rock Mafia feat. Wyclef Jean and David Correy – I Am - Smallpools – Dreaming - The 1975 – The City - The Chain Gang Of 1974 – Miko - The Colourist – Little Games (St. Lucia Remix) - The Naked And Famous – Hearts Like Ours - The Royal Concept – On Our Way - Vampire Weekend – Worship You - Wretch 32 – 24 Hours - You Me At Six – Lived A Lie |